# Chassigny
Chassigny ist eine französische Gemeinde mit 246 Einwohnern (Stand 1. Januar 2022) im Département Haute-Marne in der Region Grand Est. Sie gehört zum Arrondissement Langres und ist Teil des Gemeindeverbandes Auberive Vingeanne et Montsaugeonnais.

## Geografie
Chassigny liegt im Süden der Region Grand Est, 20 Kilometer südlich von Langres.

## Geschichte
Bereits in vorgeschichtlicher Zeit lebten Menschen in der Gegend von Chassigny. Im nahegelegenen Dommarien, das einige Jahre Teil der Gemeinde Chassigny war, sind Überreste eines Tumulus aus der Hallstatt- und der darauf folgenden La-Tène-Zeit zu finden. Im Gebiet des heutigen Chassigny befand sich ein keltisches Oppidum.
Das Château de Chassigny, von dem Quellen aus dem 13. Jahrhundert berichten, steht nicht mehr.
Die Familie Diderot hatte ein Landhaus in Chassigny.
In den 1970er Jahren fusionierte die Gemeinde mit den Nachbarortschaften Coublanc, Dommarien und kurze Zait später Grandchamp zur Gemeinde Chassigny-Asey. Im Jahr 1990 wurde die Gesamtgemeinde wieder aufgelöst. Chassigny nahm wieder den ursprünglichen Namen an.

## Meteorit
Der Ort wurde durch einen dort im Jahr 1815 gefundenen Marsmeteoriten bekannt. Die Klasse, zu denen der Meteorit zählt, wird nach der Ortschaft als Chassignit bezeichnet.